# Charaxes uniformis
Charaxes uniformis är en fjärilsart som beskrevs av Storace 1948. Charaxes uniformis ingår i släktet Charaxes och familjen praktfjärilar. Inga underarter finns listade i Catalogue of Life.